# دی آنتونی ملتون
دی آنتونی ملتون (انگلیسی: De'Anthony Melton؛ زادهٔ ۲۸ مهٔ ۱۹۹۸) بازیکن بسکتبال اهل ایالات متحده آمریکا است.
از باشگاه‌هایی که در آن بازی کرده‌است می‌توان به فینیکس سانز اشاره کرد.